# Helvedes Køkken
Helvedes Køkken er den danske version af det britiske reality-køkkenshow Hell's Kitchen med Gordon Ramsay. 
I den danske version kæmper 12 kokke om præmien på 200.000 kr og et ophold på gourmetrestauranten Frederikshøj. Chefkokken og dommeren er Wassim Hallal. Programmet fik premiere tirsdag den 16. marts 2010 på TV 2. Programmet blev oprindeligt sendt kl. 20.00, men efter skuffende seertal på 418.000 blev det flyttet til kl. 21.10.

## Deltagere

### Sæson 1
| Navn                                  | Første hold            | Andet hold              | Exit       |
| ------------------------------------- | ---------------------- | ----------------------- | ---------- |
| Stine Kvist, 25 år, Hedensted         | Rødt hold (Afsnit 1-7) | Sort hold (Afsnit 8-10) | Vinder     |
| Brian Pedersen, 39 år, Hvidovre       | Blåt hold (Afsnit 1-7) | Sort hold (Afsnit 8-10) | Andenplads |
| Nikolaj Kure, 25 år, København        | Blåt hold (Afsnit 1-7) | Sort hold (Afsnit 8-10) | Afsnit 10  |
| Louise von Magius, 26 år, København V | Rødt hold (Afsnit 1-7) | Sort hold (Afsnit 8-9)  | Afsnit 9   |
| Katrine Vestergaard, 24 år, Hadsten   | Rødt hold (Afsnit 1-7) | Sort hold (Afsnit 8)    | Afsnit 8   |
| Ole Madsen, 35 år, Aarhus             | Blåt hold (Afsnit 1-7) |                         | Afsnit 7   |
| Rune Aaby, 28 år, Kolt                | Blåt hold (Afsnit 1-6) |                         | Afsnit 6   |
| René Petersen, 19 år, Lolland         | Blåt hold (Afsnit 1-5) |                         | Afsnit 5   |
| Tina Vildbrand, 37 år, Amager         | Rødt hold (Afsnit 1-4) |                         | Afsnit 4   |
| Malene Andersson, 26 år, Aabenraa     | Rødt hold (Afsnit 1-3) |                         | Afsnit 3   |
| Vibeke Janken, 43 år, Aabenraa        | Rødt hold (Afsnit 1-2) |                         | Afsnit 2   |
| Benjamin Sønderskov, 23 år, København | Blåt hold (Afsnit 1)   |                         | Afsnit 1   |